# Шубин, Николай Евгеньевич
Николай Евгеньевич Шубин (род. 12 мая 1949 года, пос. Каменка Острогожского района Воронежская область) — российский учёный и государственный деятель. В 2005—2010 глава администрации города Обнинск.

## Биография
Окончил Воронежский технологический институт (1971), в 1978 г. — аспирантуру при Московском авиационно-технологическом институте им. К. Э. Циолковского. Специальность — химик-технолог.
С 1971 по 1995 год работал в НИИ электронных материалов Министерства электронной промышленности СССР, г. Владикавказ (инженер-исследователь, младший и старший научный сотрудник, начальник лаборатории, начальник отдела, главный инженер, директор).
- В 1995—2002 заместитель Председателя Правительства Республики Северная Осетия-Алания.
- В 2002—2004 директор департамента регионального развития Калужской области.
- В 2004—2005 министр промышленности, науки и малого предпринимательства Калужской области.
- В 2005—2010 глава администрации города Обнинск.
- В 2010—2011 профессор кафедры материаловедения Калужского филиала МГТУ им. Н. Э. Баумана
- В июне 2011—мае 2014 ректор Северо-Кавказского горно-металлургического института[1] [2].
- После ухода с должности ректора вернулся в Калужскую область, стал директором по развитию компании «Системные продукты для строительства», расположенной в индустриальном парке «Ворсино»[3].

Доктор химических (2000) и кандидат технических наук, профессор (2001). Имеет 50 авторских свидетельств и патентов.

## Награды и почётные звания
- медаль Ордена «За заслуги перед Отечеством» II степени (2009)[4];
- Почётный работник высшего профессионального образования Российской Федерации (2014);
- медаль «За особые заслуги перед Калужской областью ІІІ степени» (2009);
- медаль «Маршал Советского Союза Жуков» (1997);
- медаль «Лауреат ВВЦ» (2000)
- Почётная грамота Законодательного Собрания Калужской области (2009)[5];
- «Орден Дружбы» Республики Южная Осетия (2013)[6].